# Hans Goltfuss
Hans Goltfuss (Keulen – Haacht, 17 november 1658) was een Zuid-Nederlandse orgelbouwer, werkzaam in de 17de eeuw. Hij belichaamde de definitieve doorbraak van de Duitse orgelbouwkunst in het hertogdom Brabant.

## Levensloop
Goltfuss was een leerling van Floris II Hocque uit Keulen. Hij was diens medewerker bij de bouw van het westorgel in de Sint-Janskerk van 's-Hertogenbosch en voltooide dit instrument na diens dood. Hij werkte samen met zijn Duitse collega Jan Bremser bij de Graafs-Keulse orgelmakerij Floris II Hocque. Beide orgelbouwers emigreerden naar de lage landen rond 1634 via 's Hertogenbosch. Daar herstelden ze het orgel van de Sint-Janskerk in 's Hertogenbosch (1634). Beiden werkten ook aan de opbouw van het orgel van Asse (1637-1639) en het orgel in Longueville. Later zou Bremser in zijn orgels een eigen stijl introduceren en die van Goltfuss verlaten, zowel wat de dispositie als de architectuur van het meubel betreft. Bij Goltfuss vinden we nog reminiscenties aan de renaissance. Na 1642 vestigde Goltfuss zich in Haacht (Vlaams-Brabant). 
Hij bouwde in 1640-1642 een zeer belangrijk tweemanualig instrument voor de norbertijnenabdij van Tongerlo, een unieke vroeg-17e-eeuwse synthese tussen de traditionele, inheemse Vlaamse en de Duitse orgelstijlen. In dit baanbrekend instrument (de dispositie bleef bewaard) zijn invloeden merkbaar van Brabantse orgelbouwers als Nicolaas Le Royer, de Lannoy's, de klavecimbelbouwers Ruckers en de organist van de Antwerpse kathedraal, Hendrick Liberti.
Tijdens de bouw van zijn laatste orgel in Opwijk (1658) overleed hij. Zijn meestergezel Jan Dekens, die in 1659 de weduwe van Goltfuss huwde, voltooide het instrument. 
In het atelier van Goltfuss werkten onder meer Jan van der Panhuysse en Goltfuss' zoon en opvolger Peter Goltfuss (circa 1646-1697).

## Werklijst orgels
- 1634: 's-Hertogenbosch, Sint-Janskerk, samen met Jan Bremser
- 1634: Steenokkerzeel, Sint-Rumolduskerk (orgelkast bewaard)
- 1634: Tervuren
- 1637-1639: Asse (Vlaams-Brabant), samen met Jan Bremser
- Longueville (Waals-Brabant), samen met Jan Bremser
- 1640-1642: Abdij van Tongerlo
- 1642: Zwijndrecht
- 1642-1646: Rotterdam, Sint-Laurenskerk
- 1646: Honselaarsdijk
- 1649: Leuven, abdij Onze-Lieve-Vrouw van-den-Wijngaard
- 1649: Antwerpen, keizerskapel
- 1650: Mortsel
- 1652: Kontich
- 1657: Delft, Gasthuis
- 1658: Opwijk